# Amphinase
L'amphinase est une ribonucléase présente dans les ovocytes de la grenouille léopard (Rana pipiens). Elle est de la même famille que la ribonucléase pancréatique et clive les molécules d'ARN de grande taille. Avec la ranpirnase, autre ribonucléase des ovocytes de la grenouille léopard, elle a fait l'objet d'études infructueuses afin d'évaluer son potentiel thérapeutique en raison de sa cytotoxicité sélective contre les cellules cancéreuses.